# Bletia meridana
Bletia meridana är en orkidéart som först beskrevs av Heinrich Gustav Reichenbach, och fick sitt nu gällande namn av Leslie Andrew Garay och Galfrid Clement Keyworth Dunsterville. Bletia meridana ingår i släktet Bletia och familjen orkidéer. Inga underarter finns listade i Catalogue of Life.